# Uma2rman
Uma2rman (russe : Уматурман, prononcé Umaturman ; anciennement Umaturman et Uma2rmaH) est un groupe russe de pop rock et rock alternatif, originaire de Nijni Novgorod.

## Histoire
Uma2man (à l'origine appelé Не нашего мира, litt. « Venu d'ailleurs ») est formé en juillet 2003, lorsque les frères Kristovskiy enregistrent une démo de 15 morceaux dans un studio de Nijni Novgorod.. L'album est envoyé à Moscou par des labels. La première prestation publique du groupe à Moscou a lieu le 19 décembre 2003 (le jour de l'anniversaire de V. Kristovskiy) au club 16 Tons lors du concert de Zemfira. Des amis, qui les avaient invités en guise de cadeau d'anniversaire, informent les frères qu'ils pouvaient monter sur scène et interpréter leur morceau Praskovya (Прасковья) avec la chanteuse (dont ils avaient auparavant donné l'enregistrement à Zemfira elle-même, qui l'avait beaucoup aimé).
Le premier clip du groupe est tourné les 23 et 24 mars 2004 dans les villes de Yalta et Gurzuf pour le même morceau, qui devient un véritable succès à ce moment-là. En juin, Umaturman se produit lors de l'ouverture du Festival international du film de Moscou, où Quentin Tarantino est l'invité d'honneur.
Le réalisateur du film Night Watch, Timur Bekmambetov, s'intéresse également à la créativité du groupe et leur propose d'enregistrer la bande-son du film. Le 23 septembre de la même année, le premier album du groupe, V Gorode N (В городе N), sort, et le 16 octobre, le groupe remporte la cérémonie des MTV Russia Music Awards dans la catégorie « meilleur début ».
En 2005, le groupe signe un contrat pour se produire en France avec Warner Music. Les agents d'Uma Thurman n'acceptent pas d'utiliser le nom de l'actrice, ce qui oblige le groupe à changer son nom pour celui proposé par les partenaires français - « Uma2rman », ou parfois « Uma2rmaH ».
En 2018, avec la participation du producteur Pavlo Shevchuk, l'album Не нашего мира, de nature plus expérimentale, sort. Il comprend le morceau С любимыми не расставайтесь.
Le 22 avril 2022, le morceau Чартовой дюжине fait son entrée dans le Chart Dozen de Nashe Radio. Il s'agit d'un morceau spécial : V. Kristovskiy déclare que c'était la première fois qu'il travaillait en tant que co-auteur sur ce morceau - dans cette chanson, il ne chante pas ses vers pour la première fois (les paroles sont écrites par Tatiana Lukina). En avril et mai 2022, ils participent au marathon patriotique Za Rossiya,. Le 31 octobre 2022, Umaturman et Sergey Korsakov présentent au musée de la cosmonautique de Moscou un clip vidéo pour le morceau Уматурман, dont les images sont tournées dans la Station spatiale internationale. Il s'agit du premier clip russe dont des fragments, ainsi que le son, sont enregistrés dans l'espace.

## Discographie

### Albums studio
- 2004 : V Gorode N / В Городе N
- 2005 : A Mozhet, Eto Son? / А Может Это Сон?
- 2008 : Kuda Privodyat Mechty? / Куда Приводят Мечты?
- 2009 : 1825
- 2011 : V etom gorode vse sumasshedshie / В этом городе все сумасшедшие
- 2016 : Поӣ, весна
- 2018 : Не нашего мира